# Habis László
Habis László (Eger, 1952. június 20. –) magyar köztisztviselő, politikus, Eger volt polgármestere.

## Életpályája

### Iskolái
1966–1970 között a Gárdonyi Géza Gimnáziumban tanult. 1970–1973 között a Kereskedelmi és Vendéglátóipari Főiskola vendéglátóipari üzemgazdász szakán tanult. 1974–1977 között a Marx Károly Közgazdaságtudományi Egyetem belkereskedelmi szakán okleveles közgazda lett. 1986–1988 között a Marx Károly Közgazdaságtudományi Egyetem idegenforgalmi szakközgazdász hallgatója volt. 1997–1999 között a Budapesti Közgazdaságtudományi Egyetem Európa tanulmányok–Európa szakértői képzésén vett részt.

### Pályafutása
1973–1979 között a Heves Megyei Tanács Kereskedelmi Osztály Vendéglátó-idegenforgalmi főelőadója volt. 1979–1981 között a Heves Megyei Tanács Kereskedelmi Osztály Megyei Kereskedelmi Felügyelőség-vezetője volt. 1981–1990 között a Heves Megyei Tanács Kereskedelmi Osztály osztályvezető-helyetteseként dolgozott. 1998–2003 között az egri Raiffeisen Bank fiókvezetője, 2003–2005 között régióvezető-helyettese, 2005–2006 között értékesítési vezetője volt.

### Politikai pályafutása
1990–1994 között Eger gazdasági, 1994–1998 között általános alpolgármestere volt. 1996 óta az Egri Lokálpatrióta Egylet (ELE) elnöke. 2006–2019 között Eger polgármestere volt. 2010–2014 között Eger országgyűlési képviselője, valamint az Önkormányzati és területfejlesztési bizottság alelnöke volt.

## Díjai
- „Az Év Polgármestere”-díj (2011)
- “Heves Megye Gazdaságáért”–díj (2011)
- “Idősbarát polgármester”–díj (2014)
- A Magyar Érdemrend tisztikeresztje (2023)[1]